# World Badminton Grand Prix 1987
Der World Badminton Grand Prix 1987 war die fünfte Auflage des World Badminton Grand Prix. Die Turnierserie bestand aus 18 internationalen Meisterschaften. Zum Abschluss der Serie wurde ein Finale ausgetragen, wobei dort erstmals alle Disziplinen ausgespielt wurden. Zugelassen wurden die punktbesten Spieler bzw. Doppelpaare der Grand Prix-Ranglisten. Es nahmen daran teil: 16 Herreneinzel, 12 Dameneinzel und jeweils 6 Doppelpaare im Herren-, Damen- und gemischten Doppel.

## Austragungsorte
| Veranstaltung          | Ort                    | Preisgeld    | IBF-Wertungskategorie | Datum         |
| ---------------------- | ---------------------- | ------------ | --------------------- | ------------- |
| Chinese Taipei Open    | Taipeh                 | 35.000 US $  | Kategorie 1           | 14.–18.1.     |
| Japan Open             | Osaka                  | 80.000 US $  | Kategorie 1           | 21.–25.1.     |
| Dutch Open             | Nieuwegein             | 25.000 US $  | Kategorie 2           | 5.–8.2.       |
| Poona Open             | Mortsel-Poona, Belgien | 15.000 US $  | Kategorie 3           | 12.–15.2.     |
| German Open            | Düsseldorf             | 35.000 US $  | Kategorie 1           | 24.2.–1.3.    |
| Scandinavian Open      | Malmö, Schweden        | 35.000 US $  | Kategorie 1           | 5.–8.3.       |
| All England            | London                 | 44.000 US $  | Kategorie 1           | 11.–15.3.     |
| French Open            | Paris                  | 25.000 US $  | Kategorie 2           | 17.–22.3.     |
| Hong Kong Open         | Hongkong               | 35.000 US $  | Kategorie 1           | 2.–5.4.       |
| China Open             | Nanjing                | 35.000 US $  | Kategorie 1           | 7.–12.4.      |
| Weltmeisterschaft      | Peking, China          |              | Kategorie 1           | 18.–24.5.     |
| Thailand Open          | Bangkok                | 35.000 US $  | Kategorie 1           | 7.–12.7.      |
| Malaysia Open          | Kuala Lumpur           | 90.000 US $  | Kategorie 1           | 14.–19.7.     |
| Indonesia Open         | Jakarta                | 81.000 US $  | Kategorie 1           | 23.–26.7.     |
| Carlton-Intersport-Cup | Schwäbisch Gmünd       | 25.000 US $  | Kategorie 2           | 7.–11.10.     |
| English Masters        | London                 |              | Kategorie 1           | 15.–18.10.    |
| Denmark Open           | Esbjerg                |              | Kategorie 1           | 23.10.–25.10. |
| Canadian Open          | Calgary                |              | Kategorie 3           | 29.10.–1.11.  |
| Scottish Open          | Edinburgh              |              |                       | 19.–22.11.    |
| Grand Prix Finale      | Hongkong               | 150.000 US $ | -                     | 6.–10.1.1988  |

## Die Sieger
| Veranstaltung          | Herreneinzel           | Dameneinzel              | Herrendoppel                           | Damendoppel                         | Mixed                             |
| ---------------------- | ---------------------- | ------------------------ | -------------------------------------- | ----------------------------------- | --------------------------------- |
| Chinese Taipei Open    | Misbun Sidek           | Kirsten Larsen           | Liem Swie King Eddy Hartono            | Chung Myung-hee Hwang Hye-young     | Steen Fladberg Gillian Clark      |
| Japan Open             | Xiong Guobao           | Li Lingwei               | Liem Swie King Eddy Hartono            | Lin Ying Guan Weizhen               | Lee Deuk-choon Chung Myung-hee    |
| Dutch Open             | Poul-Erik Høyer Larsen | Sarwendah Kusumawardhani | Mark Christiansen Stefan Karlsson      | Christine Magnusson Maria Bengtsson | Stefan Karlsson Maria Bengtsson   |
| Poona Open             | Morten Frost           | Astrid van der Knaap     | Martin Dew Dipak Tailor                | Gillian Clark Gillian Gowers        | Martin Dew Gillian Gilks          |
| German Open            | Darren Hall            | Qian Ping                | Sawei Chanseorasmee Sakrapee Thongsari | Lin Ying Guan Weizhen               | Martin Dew Gillian Gilks          |
| Scandinavian Open      | Yang Yang              | Li Lingwei               | Li Yongbo Tian Bingyi                  | Lin Ying Guan Weizhen               | Stefan Karlsson Maria Bengtsson   |
| All England            | Morten Frost           | Kirsten Larsen           | Li Yongbo Tian Bingyi                  | Chung Myung-hee Hwang Hye-young     | Lee Deuk-choon Chung Myung-hee    |
| French Open            | Ib Frederiksen         | Kim Yun-ja               | Lee Deuk-choon Kim Moon-soo            | Chung Myung-hee Hwang Hye-young     | Park Joo-bong Kim Yun-ja          |
| Hong Kong Open         | Xiong Guobao           | Han Aiping               | Zhang Qiang Zhou Jincan                | Kim Yun-ja Chung So-young           | Billy Gilliland Gillian Gowers    |
| China Open             | Zhao Jianhua           | Li Lingwei               | Li Yongbo Tian Bingyi                  | Lin Ying Guan Weizhen               | Zhou Jincan Lin Ying              |
| Weltmeisterschaft      | Yang Yang              | Han Aiping               | Li Yongbo Tian Bingyi                  | Lin Ying Guan Weizhen               | Wang Pengren Shi Fangjing         |
| Thailand Open          | Zhao Jianhua           | Luo Yun                  | Li Yongbo Tian Bingyi                  | Lin Ying Guan Weizhen               | Peter Buch Grete Mogensen         |
| Malaysia Open          | Yang Yang              | Li Lingwei               | Jalani Sidek Razif Sidek               | Lin Ying Guan Weizhen               | Steen Fladberg Gillian Clark      |
| Indonesia Open         | Yang Yang              | Li Lingwei               | Liem Swie King Eddy Hartono            | Ivanna Lie Rosiana Tendean          | Jan Paulsen Gillian Gowers        |
| Carlton-Intersport-Cup | Sze Yu                 | Fiona Elliott            | Mark Christiansen Stefan Karlsson      | Fiona Elliott Sara Halsall          | Henrik Svarrer Dorte Kjær         |
| English Masters        | Morten Frost           | Kirsten Larsen           | Jalani Sidek Razif Sidek               | Dorte Kjær Nettie Nielsen           | Jesper Knudsen Nettie Nielsen     |
| Denmark Open           | Torben Carlsen         | Lee Young-suk            | Razif Sidek Jalani Sidek               | Atsuko Tokuda Yoshiko Tago          | Mark Christiansen Maria Bengtsson |
| Canadian Open          | Park Sung-bae          | Chun Sung-suk            | Lee Deuk-choon Lee Sang-bok            | Cho Young-suk Kim Jung-ja           | Andy Goode Gillian Gowers         |
| Scottish Open          | Jens Peter Nierhoff    | Fiona Elliott            | Jens Peter Nierhoff Michael Kjeldsen   | Gillian Gowers Helen Troke          | Thomas Lund Gitte Paulsen         |
| Grand Prix Finale      | Xiong Guobao           | Li Lingwei               | Li Yongbo Tian Bingyi                  | Lin Ying Guan Weizhen               | Stefan Karlsson Maria Bengtsson   |